# Rocky (franchise)
Rocky is een Amerikaanse mediafranchise gemaakt door Sylvester Stallone, bestaande uit onder meer negen boksfilms, die begon met de gelijknamige film uit 1976 en sindsdien een cultureel fenomeen is geworden, gericht op de bokscarrière van Rocky Balboa. De franchise is uitgebreid naar verschillende films, boeken, computerspellen en een musical. De filmreeks met een totale wereldwijde brutowinst van $ 1,7 miljard is een van de meest opbrengende mediafranchises.

## Achtergrond
De originele film (Rocky) is geschreven door Stallone en geregisseerd door John G. Avildsen, en werd gevolgd door de sequels Rocky II (1979), Rocky III (1982), Rocky IV (1985), Rocky V (1990) en Rocky Balboa (2006), die allemaal zijn geschreven en geregisseerd door Stallone, behalve Rocky V (1990), waarvoor regisseur John G. Avildsen werd teruggebracht en gedistribueerd door Metro-Goldwyn-Mayer. Na de zesde film, die bedoeld was als de afsluiting van de franchise, werden de spin-off- en vervolgfilms Creed (2015) en Creed II (2018), met Michael B. Jordan als bokser Adonis Creed, uitgebracht; ze werden geregisseerd door Ryan Coogler en Steven Caple Jr. en speelden ook Stallone. In Creed III (2023) werd door hoofdrolspeler Michael B. Jordan ook geregisseerd en is de eerste film in de serie zonder Stallone als Rocky Balboa, hoewel hij nog steeds als filmproducent fungeert.
Rocky, Rocky III en Creed werden genomineerd voor Oscar, met de eerste winnende beste film, beste regisseur voor Avildsen en beste montage, en wordt beschouwd als een van de beste sportfilms aller tijden. Stallone werd genomineerd voor beste acteur en beste mannelijke bijrol voor zijn optreden in respectievelijk de eerste film en Creed. Rocky heeft oriëntatiepunten en populaire cultuur beïnvloed; de ingang van het Philadelphia Museum of Art is bekend geworden als de Rocky Steps, terwijl zinnen als "Yo Adrian!" en "If he dies, he dies" (Als hij sterft, sterft hij) zijn onderdeel geworden van het lexicon of worden algemeen onthouden. Balboa wordt ook beschouwd als een van de meest iconische fictieve personages, en de franchise is nauw verbonden met de succesvolle themaliedjes, waaronder "Gonna Fly Now", "Eye of the Tiger" en "Burning Heart".
In ontwikkeling zijn een zevende Rocky-film, een prequel televisieserie, een vierde Creed-film en verschillende spin-offs.

## Films
| Film         | Verschijningsdatum                                                    | Regisseur          | Scenarioschrijver(s)             | Verhaal                                    | Producent(en) |
| ------------ | --------------------------------------------------------------------- | ------------------ | -------------------------------- | ------------------------------------------ | --- |
| Rocky        | 21 november 1976 7 april 1977 (Nederland)                             | John G. Avildsen   | Sylvester Stallone               | Sylvester Stallone                         | Irwin Winkler & Robert Chartoff |
| Rocky II     | 14 juni 1979 31 januari 1980 (Nederland)                              | Sylvester Stallone | Sylvester Stallone               | Sylvester Stallone                         | Irwin Winkler & Robert Chartoff |
| Rocky III    | 24 mei 1982 15 juli 1982 (Nederland)                                  | Sylvester Stallone | Sylvester Stallone               | Sylvester Stallone                         | Irwin Winkler & Robert Chartoff |
| Rocky IV     | 21 november 1985 20 maart 1986 (Nederland)                            | Sylvester Stallone | Sylvester Stallone               | Sylvester Stallone                         | Irwin Winkler & Robert Chartoff |
| Rocky V      | 13 november 1990 14 december 1990 (Nederland)                         | John G. Avildsen   | Sylvester Stallone               | Sylvester Stallone                         | Irwin Winkler & Robert Chartoff |
| Rocky Balboa | 13 december 2006 18 januari 2007 (Nederland) 31 januari 2007 (België) | Sylvester Stallone | Sylvester Stallone               | Sylvester Stallone                         | David Winkler, Charles Winkler, William Chartoff & Kevin King-Templeton                                                                                        |
| Creed        | 19 november 2015 20 januari 2016 (België) 21 januari 2016 (Nederland) | Ryan Coogler       | Ryan Coogler & Aaron Covington   | Ryan Coogler                               | David Winkler, Irwin Winkler, Robert Chartoff, Charles Winkler, William Chartoff, Sylvester Stallone & Kevin King-Templeton                                    |
| Creed II     | 14 november 2018 9 januari 2019 (België) 10 januari 2019 (Nederland)  | Steven Caple Jr.   | Juel Taylor & Sylvester Stallone | Sascha Penn & Cheo Hodari Coker            | Ian Sharpless, David Winkler, Irwin Winkler, Charles Winkler, William Chartoff, Sylvester Stallone & Kevin King-Templeton                                      |
| Creed III    | 9 februari 2023 1 maart 2023 (België) 2 maart 2023 (Nederland)        | Michael B. Jordan  | Zach Baylin & Keenan Coogler     | Ryan Coogler, Zach Baylin & Keenan Coogler | Ryan Coogler, David Winkler, Irwin Winkler, Charles Winkler, William Chartoff, Michael B. Jordan, Jonathan Glickman, Sylvester Stallone & Kevin King-Templeton |

## Hoofdcast en personages
Dit gedeelte toont personages die in hoofdrollen in de franchise zullen verschijnen of zijn verschenen.
Een lege, donkergrijze cel geeft aan dat het personage niet in de film zat, of dat de officiële aanwezigheid van het personage nog niet is bevestigd.
- (archief) geeft een verschijning aan via archiefbeelden of audio.
- (foto) geeft een verschijning in foto's op het scherm aan.
- (jong) geeft een jongere versie van het personage aan.

| Karakter                  | Rocky              | Rocky II           | Rocky III             | Rocky IV                   | Rocky V                  | Rocky Balboa               | Creed                                  | Creed II                | Creed III                                  |
| Karakter                  | 1976               | 1979               | 1982                  | 1985                       | 1990                     | 2006                       | 2015                                   | 2018                    | 2023                                       |
| ------------------------- | ------------------ | ------------------ | --------------------- | -------------------------- | ------------------------ | -------------------------- | -------------------------------------- | ----------------------- | ------------------------------------------ |
| Robert "Rocky" Balboa     | Sylvester Stallone | Sylvester Stallone | Sylvester Stallone    | Sylvester Stallone         | Sylvester Stallone       | Sylvester Stallone         | Sylvester Stallone                     | Sylvester Stallone      | Sylvester Stallone (archief)               |
| Adrian Pennino Balboa     | Talia Shire        | Talia Shire        | Talia Shire           | Talia Shire                | Talia Shire              | Talia Shire (archief)      | Talia Shire (archief)                  | Talia Shire (archief)   |                                            |
| Paul "Paulie" Pennino     | Burt Young         | Burt Young         | Burt Young            | Burt Young                 | Burt Young               | Burt Young                 |                                        |                         |                                            |
| Apollo Creed              | Carl Weathers      | Carl Weathers      | Carl Weathers         | Carl Weathers              | Carl Weathers (archief)  |                            | Carl Weathers (archief)                | Carl Weathers (archief) | Carl Weathers (foto)                       |
| Michael "Mickey" Goldmill | Burgess Meredith   | Burgess Meredith   | Burgess Meredith      | Burgess Meredith (archief) | Burgess Meredith         | Burgess Meredith (archief) |                                        |                         |                                            |
| Tony "Duke" Evers         | Tony Burton        | Tony Burton        | Tony Burton           | Tony Burton                | Tony Burton              | Tony Burton                | Tony Burton (archief)                  | Tony Burton (archief)   | Tony Burton (foto)                         |
| Mary Anne Creed           | Lavelle Roby       | Sylvia Meals       |                       | Sylvia Meals               |                          |                            | Phylicia Rashad                        | Phylicia Rashad         | Phylicia Rashad                            |
| Tony Gazzo                | Joe Spinell        | Joe Spinell        | Joe Spinell (archief) |                            |                          |                            |                                        |                         |                                            |
| Spider Rico               | Pedro Lovell       |                    |                       | Pedro Lovell (archief)     |                          | Pedro Lovell               |                                        |                         |                                            |
| Marie                     | Jodi Letizia       |                    |                       |                            |                          | Geraldine Hughes           |                                        |                         |                                            |
| Robert Balboa, Jr.        |                    | Seargeoh Stallone  | Ina Fried             | Rocky Krakoff              | Sage Stallone            | Milo Ventimiglia           | Sage Stallone (foto)                   | Milo Ventimiglia        |                                            |
| James "Clubber" Lang      |                    |                    | Mr. T                 | Mr. T (archief)            | Mr. T (archief)          | Mr. T (archief)            |                                        |                         |                                            |
| Ivan Drago                |                    |                    |                       | Dolph Lundgren             | Dolph Lundgren (archief) | Dolph Lundgren (archief)   |                                        | Dolph Lundgren          |                                            |
| Ludmilla Drago            |                    |                    |                       | Brigitte Nielsen           |                          |                            |                                        | Brigitte Nielsen        |                                            |
| Tommy "The Machine" Gunn  |                    |                    |                       |                            | Tommy Morrison           |                            |                                        |                         |                                            |
| George Washington Duke    |                    |                    |                       |                            | Richard Gant             |                            |                                        |                         |                                            |
| Mason "The Line" Dixon    |                    |                    |                       |                            |                          | Antonio Tarver             |                                        |                         |                                            |
| Adonis "Donnie" Creed     |                    |                    |                       |                            |                          |                            | Michael B. JordanAlex Henderson (jong) | Michael B. Jordan       | Michael B. JordanThaddeus J. Mixson (jong) |
| Bianca Taylor             |                    |                    |                       |                            |                          |                            | Tessa Thompson                         | Tessa Thompson          | Tessa Thompson                             |
| Danny "Stuntman" Wheeler  |                    |                    |                       |                            |                          |                            | Andre Ward                             | Andre Ward              |                                            |
| Tony "Little Duke" Evers  |                    |                    |                       |                            |                          |                            | Wood Harris                            | Wood Harris             | Wood Harris                                |
| "Pretty" Ricky Conlan     |                    |                    |                       |                            |                          |                            | Tony Bellew                            |                         | Tony Bellew                                |
| Viktor Drago              |                    |                    |                       |                            |                          |                            |                                        | Florian Munteanu        | Florian Munteanu                           |
| Damian "Dame" Anderson    |                    |                    |                       |                            |                          |                            |                                        |                         | Jonathan MajorsSpence Moore II (jong)      |

## Overige crew en productiedetails
| Film         | Componist        | Cameraman         | Editor(s)                                             | Productiebedrijven                                                                                               | Distributiebedrijf                     | Speelduur   |
| ------------ | ---------------- | ----------------- | ----------------------------------------------------- | --- | -------------------------------------- | ----------- |
| Rocky        | Bill Conti       | James Crabe       | Scott Conrad & Richard Halsey                         | Chartoff-Winkler Productions                                                                                     | United Artists Corporation             | 119 minuten |
| Rocky II     | Bill Conti       | Bill Butler       | Janice Hampton, Stanford C. Allen & Danford B. Greene | Chartoff-Winkler Productions                                                                                     | United Artists Corporation             | 120 minuten |
| Rocky III    | Bill Conti       | Bill Butler       | Mark Warner & Don Zimmerman                           | United Artists                                                                                                   | MGM/UA Entertainment Company           | 100 minuten |
| Rocky IV     | Vince DiCola     | Bill Butler       | Don Zimmerman & John W. Wheeler                       | United Artists Metro-Goldwyn-Mayer                                                                               | MGM/UA Entertainment Company           | 90 minuten  |
| Rocky V      | Bill Conti       | Steven Poster     | Michael N. Knue, John G. Avildsen & Robert A. Ferreti | United Artists Star Partners III Ltd.                                                                            | MGM/UA Entertainment Company           | 104 minuten |
| Rocky Balboa | Bill Conti       | Clark Mathis      | Sean Albertson                                        | United Artists Revolution Studios Metro-Goldwyn-Mayer Chartoff-Winkler Productions Columbia Pictures Corporation | MGM Distribution Co.                   | 102 minuten |
| Creed        | Ludwig Göransson | Maryse Alberti    | Michael Shawver & Claudia Castello                    | New Line Cinema Warner Bros. Pictures Chartoff-Winkler Productions Metro-Goldwyn-Mayer Pictures                  | Warner Bros. Pictures                  | 133 minuten |
| Creed II     | Ludwig Göransson | Kramer Morgenthau | Paul Harb, Saira Haider & Dana E. Glauberman          | New Line Cinema Balboa Productions Warner Bros. Pictures Metro-Goldwyn-Mayer Studios                             | Annapurna Pictures Metro-Goldwyn-Mayer | 130 minuten |
| Creed III    | Joseph Shirley   | Kramer Morgenthau | Tyler Nelson & Jessica Baclesse                       | Proximity Media United Artists Releasing Chartoff-Irwin Productions Metro-Goldwyn-Mayer Studios                  | Metro-Goldwyn-Mayer                    | 116 minuten |

## Ontvangst en opbrengst
| Film         | Budget       | Opbrengst     | Rotten Tomatoes   | Metacritic          |
| ------------ | ------------ | ------------- | ----------------- | ------------------- |
| Rocky        | $ 1 miljoen  | $ 225.000.000 | 91% (69 reviews)  | 70/100 (14 reviews) |
| Rocky II     | $ 7 miljoen  | $ 200.182.160 | 72% (32 reviews)  | 61/100 (9 reviews)  |
| Rocky III    | $ 17 miljoen | $ 125.053.490 | 67% (42 reviews)  | 57/100 (10 reviews) |
| Rocky IV     | $ 28 miljoen | $ 300.373.716 | 37% (49 reviews)  | 40/100 (13 reviews) |
| Rocky V      | $ 42 miljoen | $ 119.946.358 | 29% (38 reviews)  | 55/100 (16 reviews) |
| Rocky Balboa | $ 24 miljoen | $ 156.229.050 | 77% (181 reviews) | 63/100 (36 reviews) |
| Creed        | $ 35 miljoen | $ 173.567.581 | 95% (313 reviews) | 82/100 (42 reviews) |
| Creed II     | $ 50 miljoen | $ 213.591.522 | 83% (309 reviews) | 66/100 (45 reviews) |
| Creed III    | $ 75 miljoen | $ 275.195.615 | 89% (309 reviews) | 73/100 (61 reviews) |

## Discografie

### Albums
| Titel                                                  | Datum van verschijnen | Hoogste positie           | Hoogste positie           | Hoogste positie                 | Opmerkingen                      |
| Titel                                                  | Datum van verschijnen | Amerikaanse Billboard 200 | Nederlandse Album Top 100 | Vlaamse Ultratop Albums Top 200 | Opmerkingen                      |
| ------------------------------------------------------ | --------------------- | ------------------------- | ------------------------- | ------------------------------- | -------------------------------- |
| Rocky: Original Motion Picture Score                   | 12-10-1976            | 4                         | -                         | -                               | Music by Bill Conti              |
| Rocky II: The Story Continues...                       | 25-08-1979            | 147                       | -                         | -                               | Music by Bill Conti              |
| Rocky III: Original Motion Picture Score               | 09-03-1982            | 15                        | -                         | -                               | Music by Bill Conti              |
| Rocky IV: Original Motion Picture Soundtrack           | 27-10-1985            | 10                        | 1                         | -                               | Diverse artiesten                |
| Rocky V: Music from and Inspired by the Motion Picture | 12-11-1990            | -                         | 41                        | -                               | Diverse artiesten                |
| Rocky Balboa: The Best of Rocky                        | 26-12-2006            | 87                        | -                         | -                               | Diverse artiesten                |
| Rocky Broadway                                         | 27-05-2014            | -                         | -                         | -                               | Original Broadway Cast recording |
| Creed: Original Motion Picture Soundtrack              | 20-11-2015            | 101                       | -                         | -                               | Diverse artiesten                |
| Creed: Original Motion Picture Score                   | 20-11-2015            | -                         | -                         | -                               | Music by Ludwig Göransson        |
| Creed II: The Album                                    | 16-11-2018            | 49                        | -                         | -                               | Diverse artiesten                |
| Creed II: Original Motion Picture Soundtrack           | 16-11-2018            | -                         | -                         | -                               | Music by Ludwig Göransson        |
| Creed III: The Soundtrack                              | 03-03-2013            | 127                       | -                         | -                               | Diverse artiesten                |
| Creed III: Original Motion Picture Soundtrack          | 03-03-2013            | -                         | -                         | -                               | Music by Joseph Shirley          |

### Singles
| Titel                 | Datum van verschijnen | Hoogste positie               | Hoogste positie    | Hoogste positie                 | Opmerkingen                         |
| Titel                 | Datum van verschijnen | Amerikaanse Billboard Hot 100 | Nederlandse Top 40 | Vlaamse Ultratop Singles Top 50 | Opmerkingen                         |
| --------------------- | --------------------- | ----------------------------- | ------------------ | ------------------------------- | ----------------------------------- |
| Gonna Fly Now         | 03-12-1976            | 1                             | -                  | -                               | Bill Conti                          |
| Eye of the Tiger      | 31-05-1982            | 1                             | 2                  | 3                               | Survivor                            |
| Burning heart         | ??-10-1985            | 2                             | 2                  | 1                               | Survivor                            |
| Living in America     | ??-12-1985            | 4                             | 9                  | 2                               | James Brown                         |
| Heart's on Fire       | ??-03-1986            | 76                            | -                  | -                               | John Cafferty                       |
| No Easy Way Out       | ??-??-1986            | 22                            | -                  | -                               | Robert Tepper                       |
| Check                 | 01-06-2015            | -                             | -                  | -                               | Meek Mill                           |
| Kill 'Em with Success | 05-11-2018            | -                             | -                  | -                               | Eearz, Schoolboy Q & 2 Chainz       |
| The Mantra            | 14-11-2018            | -                             | -                  | -                               | Pharrell Williams & Kendrick Lamar  |
| Shea Butter Baby      | 26-02-2019            | -                             | -                  | -                               | Ari Lennox & J. Cole                |
| Runnin                | ??-03-2019            | -                             | -                  | -                               | ASAP Rocky, ASAP Ferg & Nicki Minaj |
| Ma Boy                | 03-02-2023            | -                             | -                  | -                               | JID & Lute                          |
| Blood, Sweat & Tears  | 22-02-2023            | -                             | -                  | -                               | Bas, Black Sherif & Kel-P           |

## Andere media

### Musical
Een Broadway-musical is geschreven door Stephen Flaherty en Lynn Ahrens (tekst en muziek), met het boek van Thomas Meehan, gebaseerd op de film. De musical ging in première in Hamburg op 18 november 2012. De optredens begonnen op 11 februari 2014 in het Winter Garden Theatre op Broadway en werden officieel geopend op 13 maart 2014. Rocky the Musical kwam in 2017 naar Praag voor een korte periode van 4 tot 5 maanden. Het werd uitgevoerd in het congrescentrum van Praag.

### Boeken
- Rocky: Bij de eerste film werd een paperback-roman van het scenario geschreven door Sylvester Stallone en Rosalyn Drexler onder het pseudoniem Julia Sorel, en gepubliceerd door Ballantine Books in 1976.[14]
- Rocky II: een roman geschreven door Sylvester Stallone, werd in 1979 gepubliceerd door Ballantine Books. Het boek is een verhaal uit de eerste persoon, verteld vanuit het perspectief van Rocky Balboa.
- Rocky III: Een novelle geschreven door Robert E. Hoban werd in 1982 gepubliceerd door Ballantine Books.
- Rocky IV: een roman geschreven door Sylvester Stallone, werd in 1985 gepubliceerd door Ballantine Books.
- Rocky the Musical: Een script geschreven door Thomas Meehan en Sylvester Stallone, werd in 2014 uitgegeven door Hal Leonard.

### Computerspellen
Er zijn verschillende gelicentieerde computerspellen uitgebracht voor verschillende arcade- en thuisconsolesystemen, waaronder:
- Rocky Super Action Boxing – Gebaseerd op Rocky III en uitgebracht in 1983. Het spel is beschikbaar voor ColecoVision.
- Rocky – Gebaseerd op Rocky tot en met Rocky IV. Uitgebracht in 1987. Het spel is beschikbaar voor Sega Master System.
- Rocky – Gebaseerd op Rocky tot en met Rocky V. Uitgebracht in 2002. Het spel is beschikbaar voor Nintendo GameCube, PlayStation 2, Xbox en Game Boy Advance.
- Rocky Legends – Gebaseerd op Rocky tot en met Rocky IV. Uitgebracht in 2004. Het spel is beschikbaar voor PlayStation 2 en Xbox.
- Rocky Balboa – Gebaseerd op Rocky Balboa en uitgebracht in 2007. Het spel is beschikbaar voor PlayStation Portable.
- ROCKY™ – Een mobiele game, gebaseerd op Rocky tot en met Rocky V en uitgebracht in 2016.
- Creed: Rise to Glory – Gebaseerd op Creed en uitgebracht in 2018. Het spel is beschikbaar voor Microsoft Windows, PlayStation 4, PlayStation VR en Oculus Quest.
- Big Rumble Boxing: Creed Champions – Gebaseerd op Rocky-Creed II en uitgebracht in 2021. Het spel is beschikbaar voor Microsoft Windows, Nintendo Switch, PlayStation 4 en Xbox One

### Documentaires
Rocky is te zien in de documentaire John G. Avildsen: King of the Underdogs uit 2017 over de met een Academy Award bekroonde Rocky-regisseur John G. Avildsen, geregisseerd en geproduceerd door Derek Wayne Johnson.
Stallone koos later Johnson uit om een documentaire te regisseren en te produceren over het maken van de originele Rocky, getiteld 40 Years of Rocky: The Birth of a Classic, die in 2020 werd uitgebracht. het maken van de film.

## Prijzen en nominaties
De belangrijkste:
| Jaar      | Prijs                       | Categorie                                                                       | Genomineerde(n)                                                       | Uitslag     |
| Rocky     | Rocky                       | Rocky                                                                           | Rocky                                                                 | Rocky       |
| --------- | --------------------------- | ------------------------------------------------------------------------------- | --------------------------------------------------------------------- | ----------- |
| 1977      | Academy Awards (Oscars)     | Beste film                                                                      | Beste film                                                            | Gewonnen    |
| 1977      | Academy Awards (Oscars)     | Beste regisseur                                                                 | John G. Avildsen                                                      | Gewonnen    |
| 1977      | Academy Awards (Oscars)     | Beste mannelijke hoofdrol                                                       | Sylvester Stallone                                                    | Genomineerd |
| 1977      | Academy Awards (Oscars)     | Beste vrouwelijke hoofdrol                                                      | Talia Shire                                                           | Genomineerd |
| 1977      | Academy Awards (Oscars)     | Beste mannelijke bijrol                                                         | Burgess Meredith                                                      | Genomineerd |
| 1977      | Academy Awards (Oscars)     | Beste mannelijke bijrol                                                         | Burt Young                                                            | Genomineerd |
| 1977      | Academy Awards (Oscars)     | Beste originele scenario                                                        | Sylvester Stallone                                                    | Genomineerd |
| 1977      | Academy Awards (Oscars)     | Beste montage                                                                   | Richard Halsey & Scott Conrad                                         | Gewonnen    |
| 1977      | Academy Awards (Oscars)     | Beste originele nummer                                                          | Bill Conti, Carol Connors & Ayn Robbins voor "Gonna Fly Now"          | Genomineerd |
| 1977      | Academy Awards (Oscars)     | Beste geluid                                                                    | Harry W. Tetrick, William L. McCaughey, Lyle J. Burbridge & Bud Alper | Genomineerd |
| 1977      | Golden Globe Awards         | Beste dramafilm                                                                 | Beste dramafilm                                                       | Gewonnen    |
| 1977      | Golden Globe Awards         | Beste regisseur                                                                 | John G. Avildsen                                                      | Genomineerd |
| 1977      | Golden Globe Awards         | Beste acteur in een dramafilm                                                   | Sylvester Stallone                                                    | Genomineerd |
| 1977      | Golden Globe Awards         | Beste actrice in een dramafilm                                                  | Talia Shire                                                           | Genomineerd |
| 1977      | Golden Globe Awards         | Beste scenario                                                                  | Sylvester Stallone                                                    | Genomineerd |
| 1977      | Golden Globe Awards         | Beste filmmuziek                                                                | Bill Conti                                                            | Genomineerd |
| 1978      | British Academy Film Awards | Beste film                                                                      | Beste film                                                            | Genomineerd |
| 1978      | British Academy Film Awards | Beste regisseur                                                                 | John G. Avildsen                                                      | Genomineerd |
| 1978      | British Academy Film Awards | Beste mannelijke hoofdrol                                                       | Sylvester Stallone                                                    | Genomineerd |
| 1978      | British Academy Film Awards | Beste originele scenario                                                        | Sylvester Stallone                                                    | Genomineerd |
| 1978      | British Academy Film Awards | Beste montage                                                                   | Richard Halsey                                                        | Genomineerd |
| 1978      | Grammy Awards               | Best Album of Original Score Written for a Motion Picture or Television Special | Bill Conti                                                            | Genomineerd |
| Rocky III |                             |                                                                                 |                                                                       |             |
| 1983      | Academy Awards (Oscars)     | Beste originele nummer                                                          | Jim Peterik & Frankie Sullivan voor "Eye of the Tiger"                | Genomineerd |
| 1983      | British Academy Film Awards | Beste originele nummer                                                          | Jim Peterik & Frankie Sullivan voor "Eye of the Tiger"                | Genomineerd |
| 1983      | Golden Globe Awards         | Beste originele nummer                                                          | Jim Peterik & Frankie Sullivan voor "Eye of the Tiger"                | Genomineerd |
| Creed     |                             |                                                                                 |                                                                       |             |
| 2016      | Academy Awards (Oscars)     | Beste mannelijke bijrol                                                         | Sylvester Stallone                                                    | Genomineerd |
| 2016      | Golden Globe Awards         | Beste mannelijke bijrol in een film                                             | Sylvester Stallone                                                    | Gewonnen    |